# Casteldelmonte
Casteldelmonte è una frazione del comune di Acquasparta (TR).
Il borgo si trova a qualche km di distanza dalla strada che conduce verso Spoleto (6 km dal capoluogo) e gode di un ampio panorama (642 m s.l.m.) su Acquasparta e sulla valle del torrente Naia, che scorre verso Todi. Secondo i dati del censimento Istat del 2001, gli abitanti sono 46.
Il paese è circondato da numerose aree boschive e si trova sul lati della conca generata dalla dolina del Tifene.

## Storia
Trovandosi in una posizione strategica tra Todi e Spoleto, praticamente sul valico, fu lungamente conteso tra queste due città. Alla fine fu sottomesso a Todi, le cui insegne cittadine ancora si trovano sulla porta della torre del piccolo centro storico (lo stemma dell'aquila). Originariamente un castello, nel XV secolo venne trasformato nella forma attuale.

## Monumenti e luoghi d'interesse
- Chiesa parrocchiale (XIII-XIV secolo), fuori le mura del castello;
- Resti e mura del castello, con il torrione cilindrico di difesa al cui centro si trova la porta d'ingresso;
- Chiesa di San Michele, raggiungibile attraverso un sentiero che scende verso valle;
- Cima Forca;
- Monte Rotondo, con costruzioni di epoca proto-storica (antecedente all'epoca romana): una trincea ed un cerchio di pietre.
- Castellieri umbri sulle cime dei monti Comune, Il Cerchio e Torricella.

## Sport
- Sentiero da enduro detto delle "100 volte" (100 tornanti).